# 矿产资源
矿产资源，是指由地质作用形成的，具有利用价值的，有固态、液态和气态的自然资源。

## 分类
- 能源矿产：能源矿产主要有石油、天然气、煤、泥炭、铀矿等；在能源消费结构中，能源矿产仍占90%左右，是人们获取能量的主要源泉。
- 金属矿产：能够为工业上提取金属原料的矿物；一般划分为有色金属矿、黑色金属矿、贵金属矿、稀有金属矿等。
- 非金属矿产：能够提取非金属元素、化合物、能直接利用的岩石或矿物集合体；主要有金刚石、石墨、石棉、云母、二氧化硅等等。

## 成因
矿产的形成作用一般有：
- 岩浆作用：形成的矿床是元素富集过程的结果；有些矿床是早期晶体分离形成的，有些是由晚期岩浆作用形成的。
- 变质作用：岩浆岩及其侵入围岩的接触带处经常发现矿床，该区以接触变质作用为特征。
- 沉积作用：在搬运过程中，风和流水使沉积物按大小、形状、密度分选；比如砂、砾石都是由风和流水搬运、沉积形成的；沉积作用还可形成金、金刚石砂矿等矿物。
- 风化作用：可使一些物质达到一定浓度，并具有开采价值；比如富铝火成岩风化后的残留土壤中，使难溶的含水氧化铝、氧化铁相对富集，形成铝矿。